# R507
Le R507 est un hydrofluorocarbure (HFC), mélange à parts massiques égales de 1,1,1-trifluoroéthane (R143a) et de pentafluoroéthane (R125).

## Usages
Le R507 fait partie des différents fluides frigorifiques utilisés dans le monde du froid industriel. Le R507 est notamment utilisé comme fluide frigorifique pour des applications de froid négatif comme le fonctionnement de patinoires artificielles.
C'est un substitut à l'ammoniac (R717) ou à des gaz réfrigérants qui attaquent la couche d'ozone ; il est conforme aux nouvelles directives européennes pour la protection de l'environnement, notamment pour la protection de la couche d'ozone.
Il est très volatil et pratiquement inodore. Il est donc à manipuler avec précautions.

## Description
- Gazeux dans les conditions atmosphériques.
- Incolore.
- Ininflammable.
- Odeur : légèrement éthérée.
- Ce fluide appartient à la famille des hydrofluorocarbones (HFC).

## Propriétés
- Poids moléculaire : 98,86 g/mol (en fait non applicable puisqu'il s'agit d'un mélange).
- ODP (Ozone Destruction Power) : 0.
- GWP (Global Warming Potential) ou PRG (Potentiel de réchauffement global) : 3 300.

## Toxicité
Ce produit n'est pas réputé toxique pour l'homme à faible dose. 
À haute dose, il peut poser des problèmes pour l'œil, la peau, le cœur, etc.
Il se dégrade en substances toxiques (fluorure d'hydrogène, fluorophosgène) en cas d'incendie ou de contact avec des surfaces métalliques chaudes. 

## Écotoxicologie
À faibles doses, il n'est pas réputé toxique pour la faune ou flore, mais il peut indirectement affecter les écosystèmes en tant que puissant gaz à effet de serre. À fortes doses, pas de données pour l'écotoxicité aigüe ou chronique.